# رعادة
رَعَّادَة (الاسم العلمي: Torpedo)، جنس من الشفنينيات، تُعرف باسم الشفنين المُكهرب أو رعادة مُكهربة. تقطن أنواعه القيعان وهي بطيئة الحركة وتستطيع توليد الكهرباء لدفاع وصيد الفرائس. سُمي السلاح البحري المعروف باسم الطوربيد على اسم هذا الجنس، واسمه مشتق من الكلمة اللاتينية torpidus التي تعني «خدر» أو «أشل»، من المفترض أن يشعر المرء بعد التعرض لصدمة كهربائية منه بالخدر. أشهر أنواعها: رعادة مبذولة.